# Albin Plank
Alwin Plank (ur. 4 marca 1931 w Hohenems, zm. 5 kwietnia 2019 w Hüttau) – austriacki skoczek narciarski.
Brał udział w Zimowych Igrzyskach Olimpijskich 1960 w Squaw Valley w 1960, gdzie zajął 14. miejsce. Jego największym sukcesem jest zajęcie drugiego miejsca w klasyfikacji generalnej 8. Turnieju Czterech Skoczni (2. miejsce w Oberstdorfie, 7. miejsce w Garmisch-Partenkirchen, 3. miejsce w Innsbrucku i 1. miejsce w Bischofshofen). W 3. Turnieju Czterech Skoczni zajął 7. miejsce.

## Osiągnięcia

### Zimowe Igrzyska Olimpijskie
| 1960 Squaw Valley | 14. miejsce |

### Mistrzostwa świata
| 1954 Falun | 47. miejsce |

### Turniej Czterech Skoczni
| Edycja | Rok       | Oberstdorf | Garmisch-Partenkirchen | Innsbruck | Bischofshofen | Miejsce w kl. generalnej |
| ------ | --------- | ---------- | ---------------------- | --------- | ------------- | ------------------------ |
| 1.     | 1953      | 19         | 14                     | 16        | 19            | 14                       |
| 2.     | 1953/1954 | 13         | 17                     | 11        | 13            | 11                       |
| 3.     | 1954/1955 | 11         | 9                      | 7         | 8             | 6                        |
| 4.     | 1955/1956 | 12         | 31                     | -         | -             | -                        |
| 5.     | 1956/1957 | 22         | 24                     | 26        | 37            | 22                       |
| 7.     | 1958/1959 | 47         | 27                     | 29        | 20            | 27                       |
| 8.     | 1959/1960 | 2          | 7                      | 3         | 1             | 2                        |
| 9.     | 1960/1961 | 13         | 45                     | 9         | 28            | 20                       |